# 信州ミルクランド
信州ミルクランド株式会社（しんしゅうミルクランド）は、長野県松本市に本拠を置く、乳製品の製造を専門に行う企業である。長野県の学校給食用牛乳の70%以上を生産している。

## 沿革
- 1997年12月 - 信州ミルクランド株式会社を設立。
- 1999年9月 - 製造ラインを設置し稼動させる。

## 製造拠点
- あづみ野工場（長野県松本市） - 工場見学などに開放している。